# Волица (Сокальская городская община)

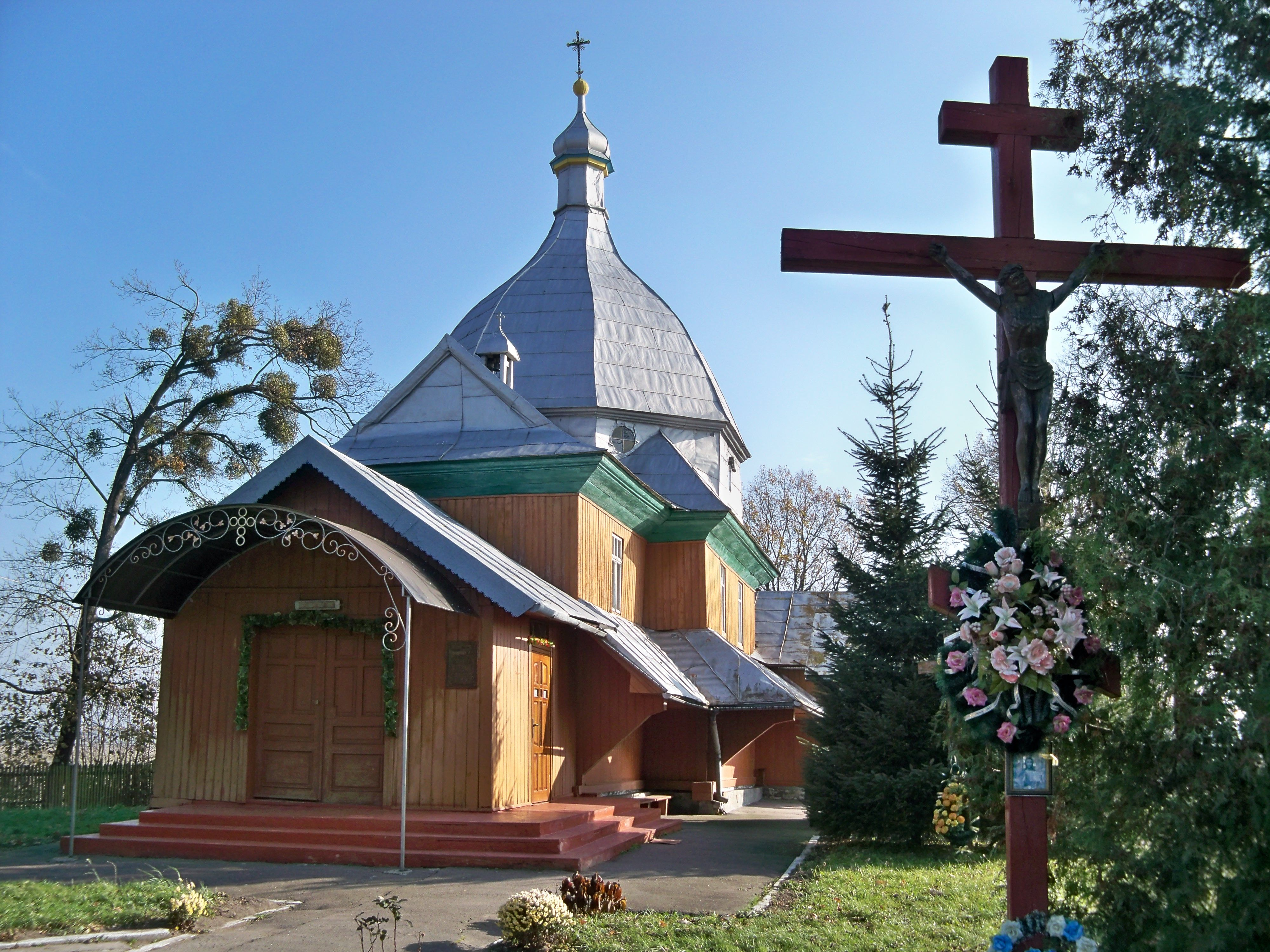
Церковь Св. Преображения Господня

Волица (укр. Волиця) — село в Сокальской городской общине Шептицкого района Львовской области Украины.
Население по переписи 2001 года составляло 1009 человек. Занимает площадь 2,1 км². Почтовый индекс — 80080. Телефонный код — 3257.